# Samuel Plimsoll

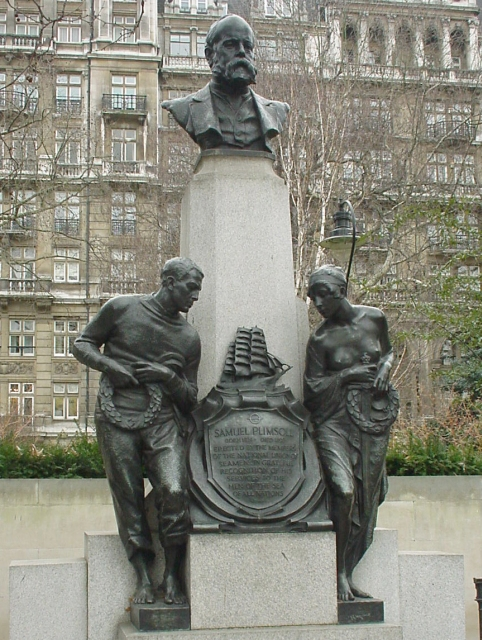
Monument van Samuel Plimsoll op Victoria Embankment, Londen

Samuel Plimsoll (Bristol, 10 februari 1824 – Folkestone, 3 juni 1898) was een Brits politicus.
Plimsoll spande zich in tegen reders die het leven van zeelieden op het spel zetten door hen met onzeewaardige en te diep geladen schepen naar zee te sturen. Naar hem is het thans internationaal gebruikelijke plimsollmerk genoemd, dat op de buitenzijde van koopvaardijschepen aangeeft tot welke diepte het schip in de verschillende zeeën en jaargetijden in het water mag liggen.

## Carrière
Samuel Plimsoll werd geboren in Bristol maar al snel verhuisde hij naar Sheffield. Op jonge leeftijd verliet hij de school en ging werken in een brouwerij waar hij opklom tot bedrijfsleider. In 1853 ging hij naar Londen om in steenkool te handelen. Het was geen succes en hij verarmde. Door deze ervaring kreeg hij empathie voor de armen en hij besloot zich in te zetten voor het verbeteren van hun omstandigheden. Hij richtte zich met name op de zeelui die met niet zeewaardig en overladen schepen hun leven riskeerden.
In 1867 werd hij gekozen tot het liberale parlementslid voor Derby. Hij initieerde een wetsvoorstel over een veilige belading van schepen, maar dit werd afgewezen door een aantal machtige parlementsleden die tevens scheepseigenaar waren.
In 1872 publiceerde hij zijn boek getiteld Our Seamen dat hem veel bekendheid gaf. In 1873 werd een commissie ingesteld hetgeen twee jaar later resulteerde in een wetsvoorstel. Plimsoll stemde ermee in, maar vond het voorstel eigenlijk ontoereikend. Op 22 juli 1875 trok premier Benjamin Disraeli het wetsvoorstel in. Plimsoll verloor zijn zelfbeheersing, gebruikte de term 'schurken' (Engels: villians) voor leden van het Lagerhuis en zwaaide zijn vuist naar de voorzitter. Disraeli verzocht om een berisping, maar Plimsoll bood zijn verontschuldiging aan.
Hij stond niet alleen in zijn kritiek en in 1876 werd de meer stringente Merchant Shipping Act aangenomen. In deze wet was ook een merkteken opgenomen dat de veilige limiet aangeeft waartoe een schip mag worden geladen, dit werd bekend als het Plimsollmerk. Aanvankelijk mochten de reders echter zelf de strepen aanbrengen, wat natuurlijk geen verbetering opleverde. In 1894 werd het toezicht op het Plimsollmerk toevertrouwd aan de Board of Trade.
Bij de algemene verkiezingen van 1880 werd Plimsoll herkozen, maar hij gaf zijn zetel op aan William Vernon Harcourt. Harcourt zou minister van Binnenlandse Zaken worden en in die positie kon hij de belangen van zeelieden effectiever behartigen dan Plimsoll als lid van het parlement.
In 1885 belandde zijn politieke carrière in het slop en hij verloor zijn plaats in het Lagerhuis.
Hij raakte nog betrokken bij een vakbond voor zeelui en bezocht de Verenigde Staten. Hij stierf in Folkestone op 3 juni 1898 en ligt begraven op het kerkhof van St Martin's te Cheriton in Kent.

## Familie
Plimsoll trouwde in 1858 met Eliza Ann, zij kwam uit de buurt van Sheffield. Zij stierf in Australië in 1882 er het huwelijk bleef kinderloos. Drie jaar later huwde hij Harriet Frankish. Met haar kreeg hij zes kinderen.

## Naslagwerk
- (en)  Plimsoll, Samuel Our seamen: an appeal (1873)

- Gemeinsame Normdatei: 1048306283
- International Standard Name Identifier: 0000 0000 6401 5376
- Library of Congress Control Number: no2006094282
- Nationale bibliotheek van Australië: 36075641
- Nederlandse Thesaurus van Auteursnamen: 227450116
- SNAC: w6447cpm
- Trove: 1207507
- Virtual International Authority File: 46522718
- WorldCat: E39PBJhCGjQRRR8cy6KQkMvJXd